# Koiné (językoznawstwo)
Koiné – w językoznawstwie język lub dialekt wykształcony w wyniku kontaktów między dwoma wzajemnie zrozumiałymi językami lub wariantami tego samego języka. 
Ponieważ użytkownicy obu języków rozumieli się wzajemnie jeszcze przed rozpoczęciem procesu, nie jest on tak gwałtowny, jak powstawanie pidżynów.
Termin koiné (w greckim znaczeniu „wspólny”) początkowo używany był w odniesieniu do języka greckiego jako lingua franca w okresie hellenistycznym i rzymskim. Koiné stała się później powszechną mową w hellenistycznych państwach diadochów powstałych po podbojach Aleksandra Wielkiego. Charakteryzowała się uproszczeniem i redukcją.
Istnieją dwa rodzaje koiné: regionalna i imigracyjna.